# Державний секретар з питань оборони (Велика Британія)
Держа́вний секрета́р з пита́нь оборо́ни (англ. Secretary of State for Defence) або неформально секрета́р оборо́ни (англ. Defence secretary) — міністр оборони в уряді Великої Британії, який відповідає за діяльність Міністерства оборони держави. Посада існує з 1964 року. Чинний державний секретар є членом Кабінету міністрів Сполученого Королівства, шостим у міністерській ієрархії. Посаду державного секретаря оборони засновано 1 квітня 1964 року з утворенням нового міністерства оборони. Одночасно скасовано посади міністра оборони, першого лорда Адміралтейства, держсекретаря з питань війни та державного секретаря з авіації, інші посади британських збройних сил, а їхні функції передано Міністерству оборони.
У 2019 році Пенні Мордонт стала першою жінкою — міністром оборони Великої Британії.

## Історія
| Головні політичні посади англійських/британських Збройних сил: |                                           |                                                          |                                           |                                           |
|                                                                | Королівський флот                         | Британська армія                                         | Королівські ПС                            | Координаційна                             |
| 1628                                                           | Перший лорд адміралтейства (1628—1964)    |                                                          |                                           |                                           |
| 1794                                                           | Перший лорд адміралтейства (1628—1964)    | Державний секретар з питань війни (1794—1801)            |                                           |                                           |
| 1801                                                           | Перший лорд адміралтейства (1628—1964)    | Державний секретар з питань війни та колоній (1801—1854) |                                           |                                           |
| 1854                                                           | Перший лорд адміралтейства (1628—1964)    | Державний секретар з питань війни (1854—1964)            |                                           |                                           |
| 1919                                                           | Перший лорд адміралтейства (1628—1964)    | Державний секретар з питань війни (1854—1964)            | Державний секретар авіації (1919—1964)    |                                           |
| 1936                                                           | Перший лорд адміралтейства (1628—1964)    | Державний секретар з питань війни (1854—1964)            | Державний секретар авіації (1919—1964)    | Міністр координації оборони (1936—1940)   |
| 1940                                                           | Перший лорд адміралтейства (1628—1964)    | Державний секретар з питань війни (1854—1964)            | Державний секретар авіації (1919—1964)    | Міністр оборони (1940—1964)               |
| 1964                                                           | Державний секретар оборони (1964–по т.ч.) | Державний секретар оборони (1964–по т.ч.)                | Державний секретар оборони (1964–по т.ч.) | Державний секретар оборони (1964–по т.ч.) |

## Обов'язки Державного секретаря оборони
У повноваження Державного секретаря оборони Великої Британії, аналогічно до того, що в багатьох інших країнах є повноваженнями міністра оборони, входять:
- військові стратегічні й оборонні операції. Держсекретар є членом Ради національної безпеки і головою Ради оборони, яку монарх уповноважив здійснювати керівництво збройними силами;
- нагляд за оборонною розвідкою;
- відносини з міжнародними партнерами, зокрема з НАТО;
- оборонна політика (зокрема програма ядерної зброї «Трайдент»), забезпечення ресурсами і планування;
- комунікації в питаннях оборони.

## Список Державних секретарів оборони (1964— нині)
| Зображення | Зображення | Ім'я (роки життя)                               | Час у посаді     | Час у посаді     | Тривалість перебування                                                           |
| ---------- | ---------- | ----------------------------------------------- | ---------------- | ---------------- | -------------------------------------------------------------------------------- |
|            |            | Пітер Торнікрофт Peter Thorneycroft (1909—1994) | 1 квітня 1964    | 16 жовтня 1964   | 6 місяців 15 днів (був міністром оборони напередодні призначення держсекретарем) |
|            |            | Денис Хілі Denis Healey (1917—2015)             | 16 жовтня 1964   | 19 червня 1970   | 5 років, 8 місяців та 3 дні                                                      |
|            |            | Пітер Карінгтон Peter Carington (1919–2018)     | 20 червня 1970   | 8 січня 1974     | 3 роки, 6 місяців та 19 днів                                                     |
|            |            | Ян Гілмор Ian Gilmour (1926—2007)               | 8 січня 1974     | 4 березня 1974   | 1 місяць і 24 дні                                                                |
|            |            | Рой Мейсон Roy Mason (1924–2015)                | 5 березня 1974   | 9 вересня 1976   | 2 роки, 6 місяців та 4 дні                                                       |
|            |            | Фред Маллі Fred Mulley (1918—1995)              | 10 вересня 1976  | 4 травня 1979    | 2 роки, 7 місяців і 24 дні                                                       |
|            |            | Френсіс Пім Francis Pym (1922–2008)             | 5 травня 1979    | 4 січня 1981     | 1 рік, 7 місяців та 30 днів                                                      |
|            |            | Джон Нотт John Nott (нар.1932)                  | 5 січня 1981     | 5 січня 1983     | 2 роки                                                                           |
|            |            | Майкл Хезелтайн Michael Heseltine (нар.1933)    | 6 січня 1983     | 8 січня 1986     | 3 роки та 2 дні                                                                  |
|            |            | Джордж Янгер George Younger (1931—2003)         | 9 січня 1986     | 23 липня 1989    | 3 роки, 6 місяців та 14 днів                                                     |
|            |            | Том Кінг Tom King (нар.1933)                    | 28 липня 1989    | 9 квітня 1992    | 2 роки, 8 місяців і 12 днів                                                      |
|            |            | Малкольм Ріфкінд Malcolm Rifkind (нар.1946)     | 10 квітня 1992   | 4 липня 1995     | 3 роки, 2 місяці і 24 дні                                                        |
|            |            | Майкл Портільо Michael Portillo (нар.1953)      | 5 липня 1995     | 2 травня 1997    | 1 рік, 9 місяців і 27 днів                                                       |
|            |            | Джордж Робертсон George Robertson (нар.1946)    | 3 травня 1997    | 11 жовтня 1999   | 2 роки, 5 місяців і 8 днів                                                       |
|            |            | Джефф Гун Geoff Hoon (нар.1953)                 | 11 жовтня 1999   | 6 травня 2005    | 5 років, 6 місяців і 25 днів                                                     |
|            |            | Джон Рейд John Reid (нар.1947)                  | 6 травня 2005    | 5 травня 2006    | 11 місяців і 29 днів                                                             |
|            |            | Дес Браун Des Browne (нар.1952)                 | 5 травня 2006    | 3 жовтня 2008    | 2 роки, 4 місяці і 28 днів                                                       |
|            |            | Джон Гаттон John Hutton (нар.1955)              | 3 жовтня 2008    | 5 червня 2009    | 8 місяців і 2 дні                                                                |
|            |            | Боб Ейнсворт Bob Ainsworth (нар.1952)           | 5 червня 2009    | 11 травня 2010   | 11 місяців і 6 днів                                                              |
|            |            | Ліам Фокс Liam Fox (нар.1961)                   | 12 травня 2010   | 14 жовтня 2011   | 1 рік, 5 місяців і 3 дні                                                         |
|            |            | Філіп Геммонд Philip Hammond (нар.1955)         | 14 жовтня 2011   | 15 липня 2014    | 2 роки, 9 місяців і 1 день                                                       |
|            |            | Майкл Феллон Michael Fallon (нар.1952)          | 15 липня 2014    | 1 листопада 2017 | 3 роки, 3 місяці і 17 днів                                                       |
|            |            | Гевін Вільямсон Gavin Williamson (нар.1976)     | 2 листопада 2017 | 1 травня 2019    | 1 рік, 5 місяців і 29 днів                                                       |
|            |            | Пенні Мордонт Penny Mordaunt (нар.1973)         | 1 травня 2019    | 24 липня 2019    | 2 місяці і 23 дні                                                                |
|            |            | Бен Воллес Ben Wallace (нар.1970)               | 24 липня 2019    | 31 серпня 2023   | 4 роки, 1 місяць та 7 днів                                                       |
|            |            | Грант Шеппс Grant Shapps (нар.1968)             | 31 серпня 2023   | 5 липня 2024     | 10 місяців та 6 днів                                                             |
|            |            | Джон Гілі John Healey (нар.1960)                | 5 липня 2024     |                  | 8 місяців, 18 днів                                                               |